# Pseudicius badius
Pseudicius badius är en spindelart som först beskrevs av Simon 1868.  Pseudicius badius ingår i släktet Pseudicius och familjen hoppspindlar. Inga underarter finns listade i Catalogue of Life.